# Калмыцкое книжное издательство
Калмыцкое книжное издательство — издательство, находящееся в городе Элиста, Калмыкия.

## История
1 апреля 1921 года считается началом калмыцкого книгоиздания. В этот день при Астраханском госиздательстве был основан Калмыцкий подотдел печати, который представлял собой издательский орган Калмыцкой автономной области. Калмыцкий подотдел печати объединял калмыцких издателей и книжных распространителей.
В марте 1926 года из Калмыцкого подотдела печати было выделено самостоятельное учреждение, которое стало называться Калмыцким областным издательством. В 1928 году столица Калмыцкой автономной области была перенесена в Элисту, куда переместилось и книжное издательство, став называться следующим образом: Калмыцкое книжное издательство.
Калмыцкое книжное издательство в настоящее время является ведущим книгоиздательской организацией, издающей книги по разным отраслям знаний на калмыцком и русском языках.
Калмыцкое книжное издательство внесено в Международный реестр национальных издательств.

## Известные сотрудники
- Эльдя Маштыкович Кектеев (1916—1965) — калмыцкий поэт, главный редактор с февраля 1957 года по январь 1965 года.

## Источник
- Дорджиева Д. Б. Печать Калмыкии. — Элиста: Калмыцкое книжное издательство, 2004. — С. 28—29.
- 2016 Җилин ончта өдрмүдин лит: Календарь знаменательных и памятных дат на 2016 год / Сост. В. В. Сангаджиева; ред. О. Е. Аргунова; отв. за изд. Н. Б. Уластаева; Министерство культуры и туризма Республики Калмыкия; Национальная библиотека имени А. М. Амур-Санана. — Элиста, 2015. — С. 11.